# ガイ・ド・ビーチャム (第10代ウォリック伯)

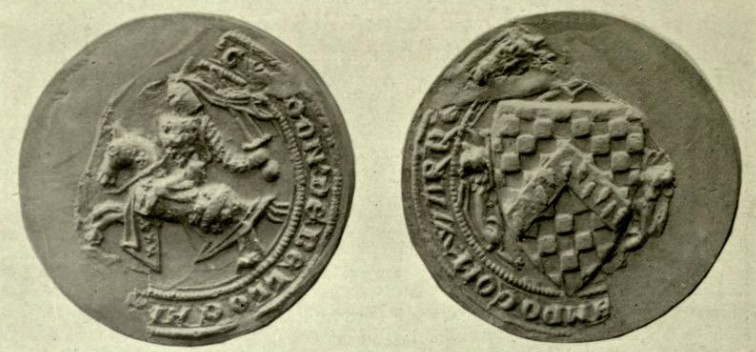
1301年バロンズレターの10代ウォリック伯ガイ・ド・ビーチャムの印章

第10代ウォリック伯爵ガイ・ド・ビーチャム（Guy de Beauchamp, 10th Earl of Warwick, 1270年頃 – 1315年8月12日）は、イングランドの貴族。

## 経歴
1270年頃、第9代ウォリック伯爵ウィリアム・ド・ビーチャムとモード・フィッツジョンの間の長男として生まれる。
1296年に騎士に叙される。1298年6月9日に父の死によりウォリック伯爵位を継承した。1300年にはエドワード1世に従ってスコットランドカラヴァロック城の包囲に参加。1304年のスターリング城包囲戦にも参加。1307年2月にはバーナード城を与えられた。
エドワード2世即位後、第2代ランカスター伯トマスらとともに国王の寵臣政治に反対して、国王や国王寵臣初代コーンウォール伯ピアーズ・キャヴィストンと対立を深めた。1312年、スカーバラ城に籠城していた国王とキャヴィストンが反国王派諸侯たちに降伏した後、国王と諸侯の交渉でキャヴィストンの助命と国外追放が決まり、キャヴィストンの身柄は第2代ペンブルック伯エイマー・ド・ヴァランスに引き渡された。しかしウォリック伯はキャヴィストン助命に納得せず、隙をついてキャヴィストンを誘拐し、自分のウォリック城まで連行した。そこでランカスター伯や第9代アランデル伯エドムンド・フィッツアランらの立ち合いのもとにキャヴィストンを私刑の裁判の末に斬首した。この事件に国王やペンブルック伯は激怒し、内乱の空気が漂ったが、皇太子エドワード出産の慶事があったので当面は事なきを得た。
1315年8月12日に謎の多い死を遂げた。爵位は息子のトマス・ド・ビーチャムが継承した。

## 子女
1297年5月11日以前に第6代グロスター伯ギルバート・ド・クレアの娘イザベル・ド・クレアと最初の結婚をしたが、彼女との間に子供はない。
最初の妻との死別後の1310年1月から2月にラルフ7世・ド・トニーの娘アリス・ド・トニーと結婚。彼女との間に以下の2男5女を儲けた。
- 長男トマス・ド・ビーチャム (1313頃-1369) 第11代ウォリック伯
- 次男ジョン・ド・ビーチャム（英語版） (1316頃-1360) ウォリックの初代ビーチャム男爵（英語版）
- 長女モード・ド・ビーチャム (?-1369) 第2代セイ男爵（英語版）ジェフリー・ド・セイと結婚
- 次女エマ・ド・ビーチャム Rowland d'Odingsellsと結婚
- 三女イザベル・ド・ビーチャムジョン・クリントンと結婚
- 四女エリザベス・ド・ビーチャム 第3代アストリー男爵（英語版）トマス・ド・アストリーと結婚
- 五女ルーシー・ド・ビーチャム ロバート・ド・ナプトンと結婚